# フルアヘッド!ココ 番外編-ZERO-
『フルアヘッド!ココ 番外編-ZERO-』（フルアヘッド!ココ ばんがいへん ゼロ、FULLAHEAD!COCO SIDE STORIES）は、米原秀幸による日本の冒険漫画。本編『フルアヘッド!ココ』から派生したスピンオフ作品で、1998年から2001年にかけて『週刊少年チャンピオン』（秋田書店）に読み切り掲載された。

## 概要
派生作品というより、本編では語られなかった重要なエピソードを描いた作品である。『週刊少年チャンピオン』では1998年より年に1エピソードほどの掲載で、コミックスでは5つのエピソードに加え、プロローグとエピローグが描き下ろしにて収録されている。なお、これらのエピソードは本編より過去の物語であるため、コミックスの位置付けは「番外編 1巻」ではなく「フルアヘッド!ココ 0巻」が正しい。
サイドストーリー作品なので、ファルコン文明の核心に迫る内容や化獣などは登場しないが、この作品も含むことで物語が完結するといってよい。

## 収録作品
作中の時系列順に収録されており、各作品が雑誌に掲載された日とは順番が異なる。
プロローグ 　
スイートマドンナ号の入手経緯のエピソードで、ダイアンが登場。
北の街の女神（きたのまちのめがみ）
1999年・『週刊少年チャンピオン』39号掲載。
ノーズとスイートマドンナ号の船首についてのエピソードで、ノーズの親友・テイルが登場。
登場する海賊スイートマドンナのメンバー：バーツ、ノーズ
運が無い日の博打うち（うんがないひのばくちうち）
2001年・『週刊少年チャンピオン』39号掲載。
バクチのエピソードで、このときに海賊旗も完成する。
登場する海賊スイートマドンナのメンバー：バーツ、ノーズ、バクチ
奪取の仮面（だっしゅのかめん）
2000年・『週刊少年チャンピオン』40号掲載。
ミガルのエピソードで、賊国家ボボンノークをはじめ、ガーシュなどが登場する。
登場する海賊スイートマドンナのメンバー：バーツ、ノーズ、バクチ、ミガル
重舵の夢（じゅうかじのゆめ）
2001年・『週刊少年チャンピオン』21号掲載。
ハルクのエピソードで、ハルクの兄などが登場する。
登場する海賊スイートマドンナのメンバー：バーツ、ノーズ、バクチ、ミガル、ハルク
死神の宝物（しにがみのたからもの）
1998年・『週刊少年チャンピオン』37＋38号掲載。
デッドのエピソードで、「死神」と呼ばれていた頃の姿で登場。
登場する海賊スイートマドンナのメンバー：バーツ、ノーズ、バクチ、ミガル、ハルク、デッド
エピローグ
ピートのエピソードで、本編と内容がリンクしている。
登場する海賊スイートマドンナのメンバー：バーツ、ノーズ、バクチ、ミガル、ハルク、デッド、ピート

## ストーリー
プロローグ
1人の若者が、海賊ダイアンのもとを訪れ、船を譲り受けた。1人で動かすには大きすぎる帆船であったが、彼は構わず出航した。たった1人のキャプテン・バーツ一味。その波乱万丈の冒険の旅への船出をダイアンは見送った。
北の街の女神
氷に閉ざされた北の町に、1隻の船が漂着する。町に住む医者・ノーズは、船に乗っていた男の手当をするが、その男の手は二度と使い物にならないほど酷い状態だった。しかし、男はノーズがどれほど諭そうとも、耳を貸さず剣を振るう練習を止めなかった。
一方、この町は無法者の集団が占拠していた。連中の狙いは、かつてノーズの親友だった男・テイルが彫った女神像。この像は親友同士だった2人が決裂した原因でもあった。冬が終わり、船を出航させられるようになった時、無法者達は女神像を大砲で破壊し、運び出そうとする。女神像の前に立ちはだかったのは、テイルと、彼との友情を諦めきれなかったノーズ。そして、両手に大怪我を負った男・双剣のバーツだった。バーツは、怪我人とは思えぬ強さで無法者達を打ち倒し、彼らを追い払う。テイルとノーズは、活力を失い天を仰いで女神像に祈るばかりだった町の人々の前で、女神像を大砲で打ち砕いた。病で余命幾ばくも無いテイルは、最後の一仕事をすることにした。
壊れた女神像の上半身を船首像に据え、スイートマドンナ号は出航した。バーツの傍らには彼と共に再び冒険の旅に出ることを決意したノーズの姿があり、丘の上に新しく作られたテイルの墓が2人の船出を見送っていた。
運が無い日の博打うち
男はその日、ツいていなかった。地主の屋敷に盗みに入るが、ドジを踏んで追われることになる。必死に逃げる男は、下品な船首像をつけた海賊船に逃げ込んだ。海賊に憧れていた男は、海賊船スイートマドンナ号のキャプテン・バーツに仲間にしてくれるよう頼み込む。バーツが海賊旗を作りたいと言うので自分に任せろと張り切ったが、やることなすこと裏目ばかり。しかし、彼が裏目を引いたおかげで海賊旗を描いてくれる絵描きに出会え、宝の地図も入手できた。男は幸運を運んできてくれたのだ。地主の屋敷から宝の地図を奪い、溜め込んでいた水を開放しその流れに乗って脱出したバーツ達。
勝負事で世を渡ってきた男・バクチが、この日からスイートマドンナ号の一員となった。
奪取の仮面
ボボンノークの国宝を狙う海賊バーツ一味だが、衆寡敵せず、捕らえられてしまう。しかし、ボボンノーク国王ガーシュは、盗賊・マスターDASHを捕まえたら命は助けると約束し、さらにマスターDASHに盗まれた“奪取の仮面”を取り返せば釈放するとも約束する。
ところがバーツ達は牢屋に放り込まれてしまい、マスターDASHを捕えるどころではなかった。そんな時、マスターDASHの方からバーツ達に接触してくる。バーツの挑発に乗ったマスターDASHは“奪取の首飾り”を宝物庫から奪う勝負を持ちかけた。牢屋から脱出し宝物庫に向かったバーツ達は、盗賊除けの罠や仕掛けを次々と乗り越えていく。姿を消して傍らで見ていたマスターDASHは、目に見えないモノを信じていたかつての気持ちを少しずつ思い出す。しかし、手に入れた“奪取の首飾り”を使ってマスターDASHはこのまま消えようとした。神器を全て身に付けると神器とともに消えてなくなる。バーツはその直前に姿の見えないマスターDASHを捕まえた。「愛」「夢」「希望」、目に見えない物でもその手につかむことは出来る。ガーシュの目の前でマスターDASHを捕まえ、彼の被った“奪取の仮面”を突き出すバーツ。ガーシュは斬りかかるが、誤って仮面を切ってしまい、その隙にマスターDASHは逃げてしまう。それを見たガーシュの部下達は声を揃えて言った。
「法は守るな約束守れ」
ボボンノークの国法だった。放免され、出航しようとするバーツ一味の前に、小柄でブサイクな男が現れ、自分も船に乗せて欲しいと言った。マスターDASHはこの世から消え、海賊バーツ一味のミガルがこの日誕生した。
重舵の夢
水を補給するために立ち寄った小さな島。バーツ一味はそこで筋骨たくましい男に出会う。島長の弟というその男は、怪力でバーツを圧倒する。男に興味を持ったバーツは、村の外れに住む男の小屋を訪ねる。そこでバーツは、男の激道への夢、操舵士として海へ出るために兄から与えられた“重舵”と“島長の弟しての責務”を聞かされる。
帰り道、バーツは岩の裂け目から落ちて出られなくなった島長の息子を発見する。バーツの後を追ってきた男と共に少年を助けようとするが道具は無く、裂け目に海水が流れ込んでくるため道具を取りに行く時間も無い。しかし、道具はあった。男を島に縛り付ける責務であり、兄弟の絆でもある、決して壊れることの無い重舵。それを男は自らの手で壊し、岩にたたきつけて少年を救出した。危険な激道越えへ向かう覚悟と決意、それを見届けた島長は、弟・ハルクの船出を見送った。
死神の宝物
海賊稼業を働き、お宝を手に入れていたバーツ一味だが、最近は戦力不足に悩むようになってきた。せめてバーツと互角の腕を持つ男が欲しい。そんな時、バーツ一味は財宝“女神の子宮”を奪われた男に雇われた殺し屋・死神に襲撃される。お宝は渡せないというバーツだが、死神の剣技に圧倒され、“女神の子宮”をあっさり渡してしまう。バーツの本当の宝とは“仲間”。
バーツに興味を持ったデッドは、仲間になれという誘いに乗る。「死に勝る宝など無い」と考えていた死神デッド。そんな彼が、この時から死に勝る宝を得る。
エピローグ
身形のいい、上品そうな若者だった。その若者は、ボートに乗ってスイートマドンナ号に近付き、自分も連れて行って欲しいと願う。バーツは男に、そのボートで丸一日船についてこいと難題を付きつける。無茶な要求だ、そう思いながらも、後にスイートマドンナ号のコックとなる青年・ピートはボートの櫂を握りしめた。

## 登場人物
海賊スイートマドンナ一味やダイアンに関する詳細は、フルアヘッド!ココの登場人物の項目を参照。
バーツ
「双剣のバーツ」と呼ばれる若き海賊。北の街の女神のエピソードは、バーツがザギにより両手を再起不能なまでに切り刻まれた直後から始まる。
ノーズ
北の町に住む医者。かつては親友のテイルと共にファルコン文明を追い求めて世界中を旅していた。しかし、テイルが女神像を作る間、町の人間の診療をしている内に、医者としてなくてはならない人物となってしまい、町から離れられなくなってしまう。夢を捨てなければならなくなったのはお前のせいだとお互いを罵り合い、以来テイルとの間には埋められない溝が出来てしまう。
テイル
ノーズの親友。彫刻家。北の町で発見したアサドという珍しい鉱物の巨大な原石で、天を仰ぐ女神の像を作る。町から離れられなくなり、ノーズとの友情も失われ、年齢を重ねる内に、病気に体を蝕まれていく。
バクチ
勝負事では誰にも負けなかった男。女装も得意。
地主
水を独占する強欲で好色な男。
シャガーレ
町の絵描き。バーツ一味の海賊旗をデザインする代わりに、地主が独占している水を開放して欲しいと頼む。
ミガル
名前の通り、身軽な男。小柄な体格でブサイク。
マスターDASH
10年前に、わずか8歳にしてボボンノークの宝庫から“奪取の仮面”を盗み出し国民に見せつけた盗賊。自身の敏捷さと身に着ければ姿を消せる“奪取の仮面”の力により、その後も“奪取の指輪”、“奪取の帯革”、“奪取の腕輪”、“奪取の足輪”と神器を奪い続ける。しかし、何でも手に入れられる彼は、いつしか全てをつまらなく感じるようになり、6つの神器の最後の1つ“奪取の首飾り”を盗み出し、神器とともに消えてなくなることを考えるようになる。
国王ガーシュ
賊国家ボボンノークの元首。
ハルク
島に住む泡黒い肌をした巨漢の若者。激道を越えるという夢を抱いていた。操舵士としての腕は良いのだが、力が強すぎるため船の舵を何度も壊してしまい、海に出ることを断念していた。兄のケイパスがハルクの怪力でも壊せないような頑丈な舵を作ってくれたのだが、同時に長の弟としての役目が課せられてしまい、それ以来、夢を諦め不遇の日々を過ごしていた。
ケイパス
ハルクの兄。ハルクが暮らす島の長。右足を失っており、普段は杖をついて歩いている。
アンドリュー
ケイパスの息子。ハルクを慕っている。
デッド
先天性殺し屋と呼ばれる男。腕1本で街を1つ潰し、女・子供でも容赦なく殺すと噂される。顔の左半分は傷で酷い有様になっており、その傷は自分を殺し屋に作り上げた者を襲ったときにできたものと言われる。
産まれ落ちた時にイカれた母親に左目を潰され、その後育ての親に賞金稼ぎにするべく殺し屋に作り上げられた。
ラルフ・アンダーソン
財宝“女神の子宮”をバーツ一味に奪われた男。奪回するためにバーツに500万ゼルの賞金をかける。
チャールズ
“女神の子宮”の元の持ち主。“女神の子宮”をラルフから取り返すため、死神・デッドを雇う。

## 単行本
- 少年チャンピオン・コミックス

2001年11月8日発売 ISBN 4-253-05277-0

## 関連作品
- フルアヘッド!ココ